# Slovacii din România

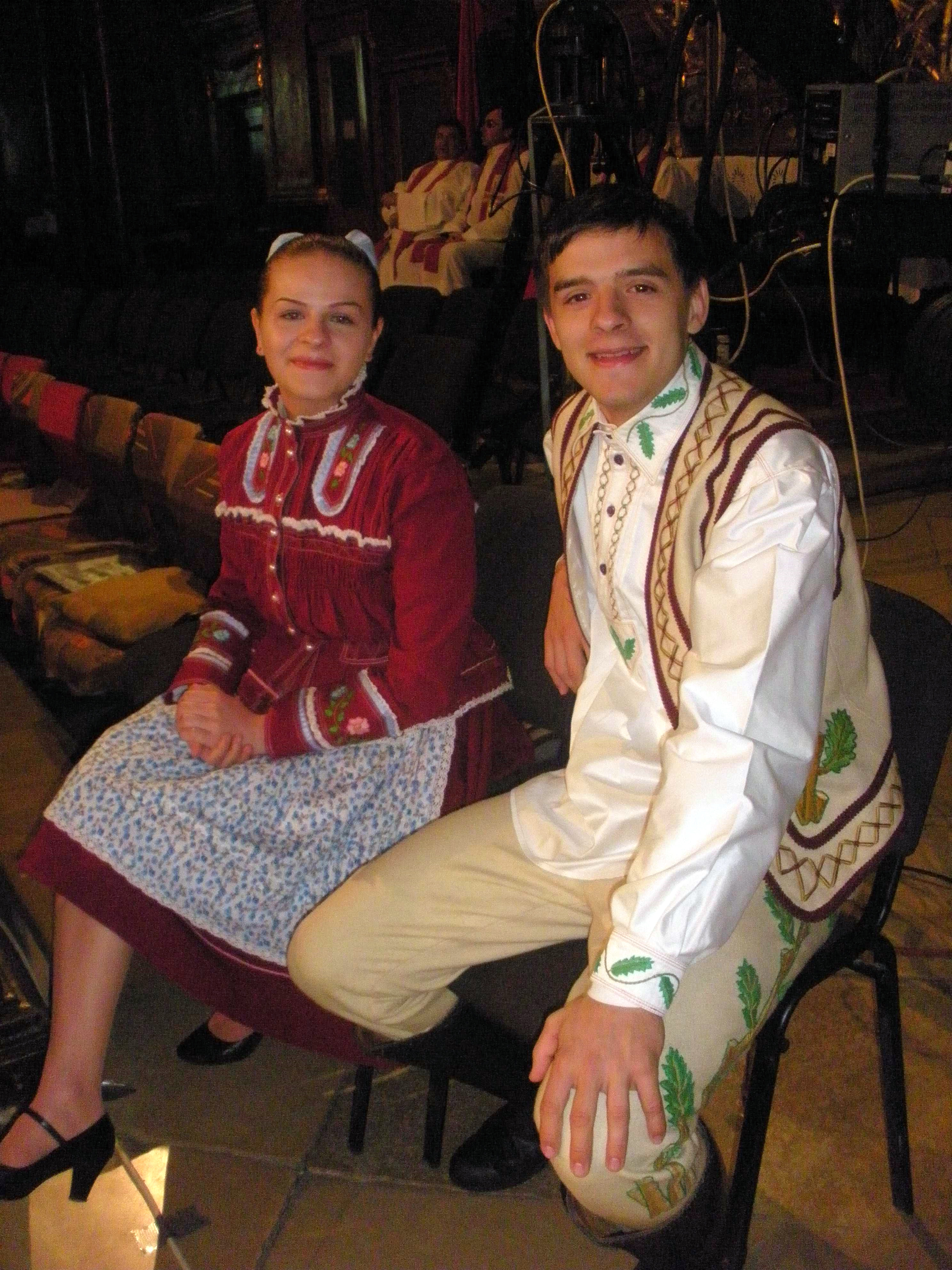
Tineri slovaci din județul Bihor, în costum popular

Slovacii (în limba slovacă slováci) sunt un grup etnic minoritar din România, numărând 17.199 persoane, conform recensământului din 2002. 

## Demografie

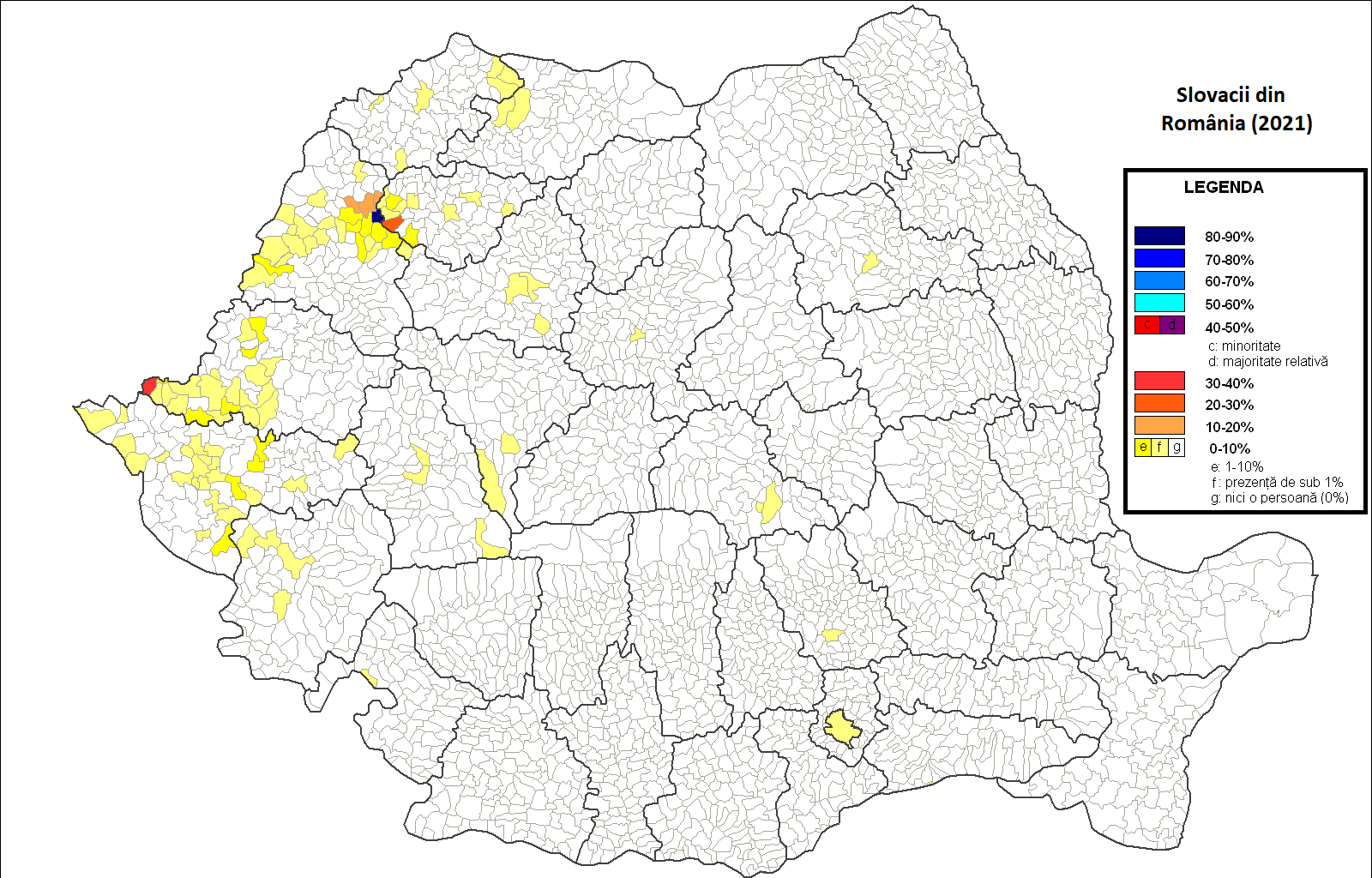
Slovacii din România (2021)

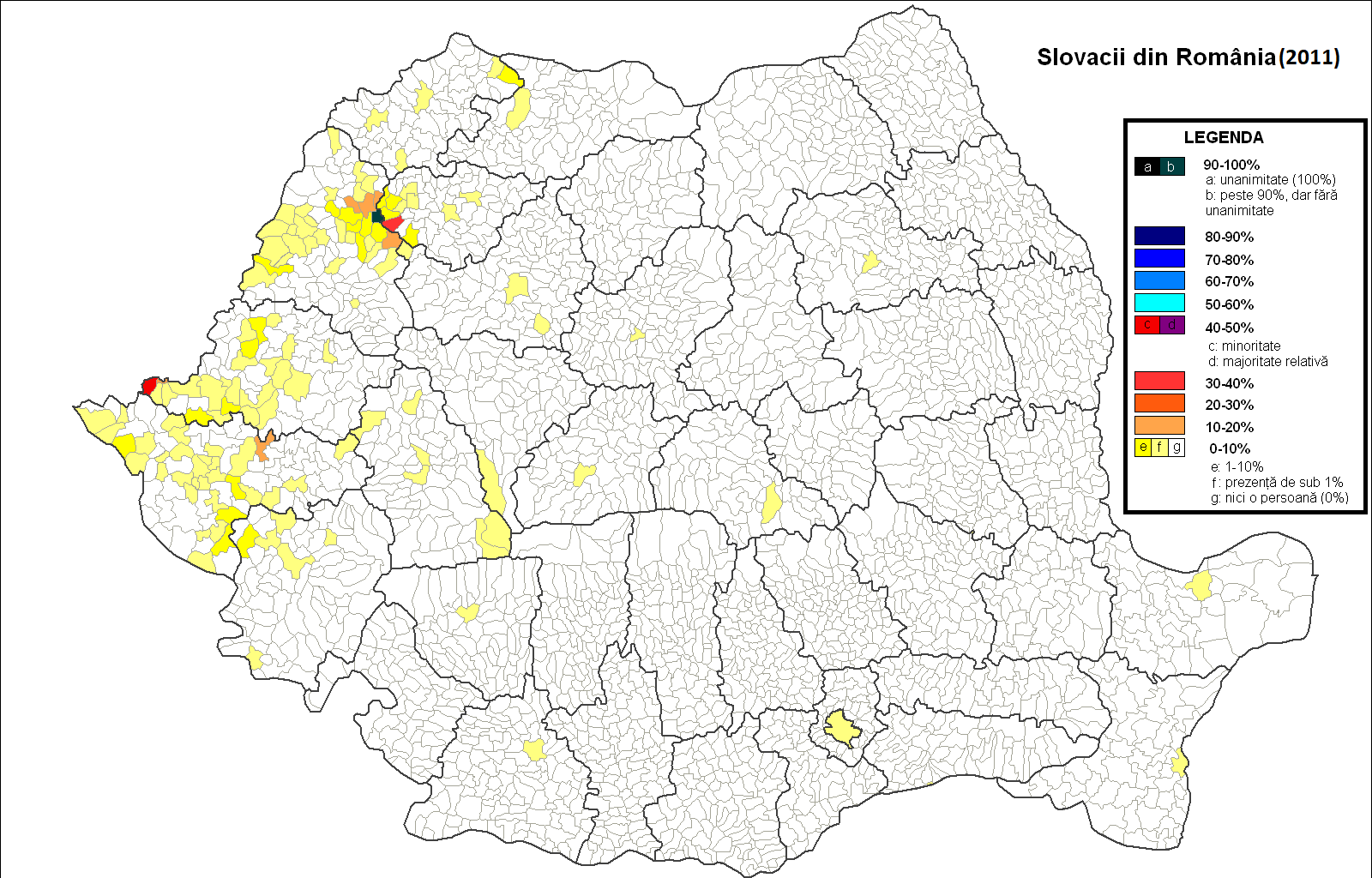
Slovacii din România (2011)

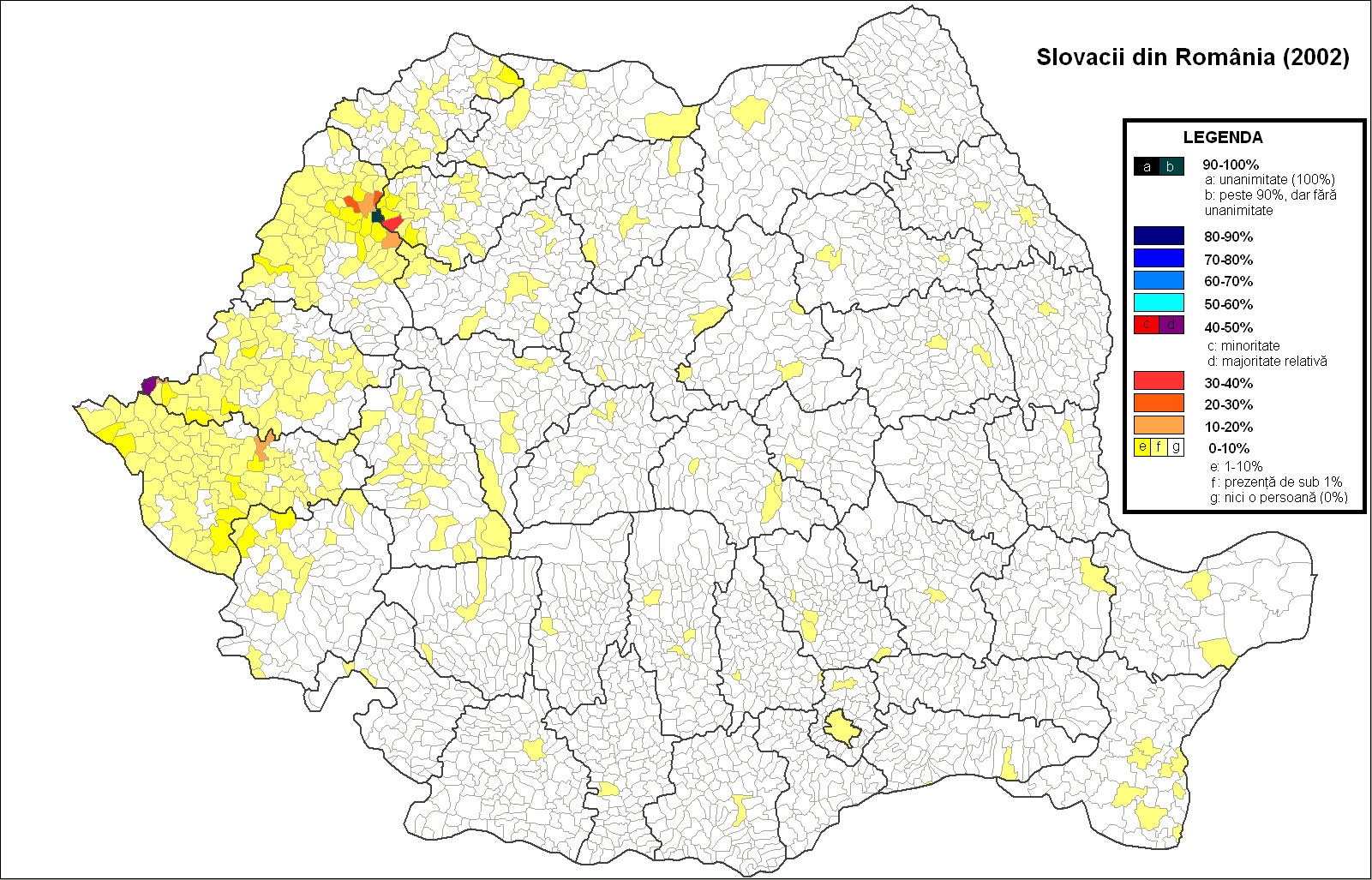
Slovacii din România (2002)

Slovacii reprezintă 0,1% din totalul populației României. Trăiesc mai ales în partea vestică a țării, cele mai mari comunități de slovaci din România se întâlnesc în județul Bihor și județul Arad, unde alcătuiesc 1,22%, respectiv 1,25% din totalul populației. Dintre comunitățile slovace din Sălaj cele mai multe s-au asimilat, cu excepția celei din Făgetu, unde în 2002 mai trăiau aprox. 700 de slovaci.
Primarul comunei Plopiș, el însuși slovac, a inaugurat în anul 2006 un telecentru de telefonie prin internet, administrat de o călugăriță catolică din Slovacia.
Conform recensământului din 2002 totalul locuitorilor slovaci ai comunei Plopiș (inclusiv satul Făget) era de 901.
Cea mai numeroasă comunitate de slovaci din România se află în orașul Nădlac din județul Arad, unde reprezintă aproape jumătate din totalul populației, alcătuind o majoritate relativă. La recensământul din 2002 din totalul de 8.144 de locuitori ai orașului, 3.844 s-au declarat slovaci (47,20%), 3.696 români (45,38%), 264 maghiari (2,24%) ș.a.m.d.
Comuna cu cea mai mare pondere de slovaci din România este comuna Șinteu, Bihor, unde la recensământul din 2002 din cei 1.287 de locuitori 1.264 s-au declarat slovaci, 19 români și 4 maghiari.

## Învățământ
În localitatea Budoi, Bihor funcționează Liceul Teoretic Jozef Kozaček cu predare în limba slovacă. Pe lângă această instituție este asigurat și învățământul primar și gimnazial în limba maternă.
Liceul Teoretic „Jozef Gregor Tajovsky” din Nădlac are o secție cu predare în limba slovacă.

## Confesiuni
Sub aspect confesional, slovacii din județul Bihor sunt în majoritate absolută romano-catolici, iar cei din județul Arad sunt luterani.

## Reprezentare politică
Ca minoritate etnică recunoscută oficial, slovacii au, împreună cu minoritatea cehilor din România, un scaun asigurat în Camera Deputaților. Din 2016 deputatul acestora este Iarco Furic. 
În anul 2008 primarul comunei Plopiș, Francisc Pisek, a fost condamnat la un an de închisoare (cu suspendare) pentru fapte de corupție.

## Varia
În trecut românii îi numeau pe slovaci tăuți, nume derivat de la etnonimul maghiar tóth.

## Galerie de imagini

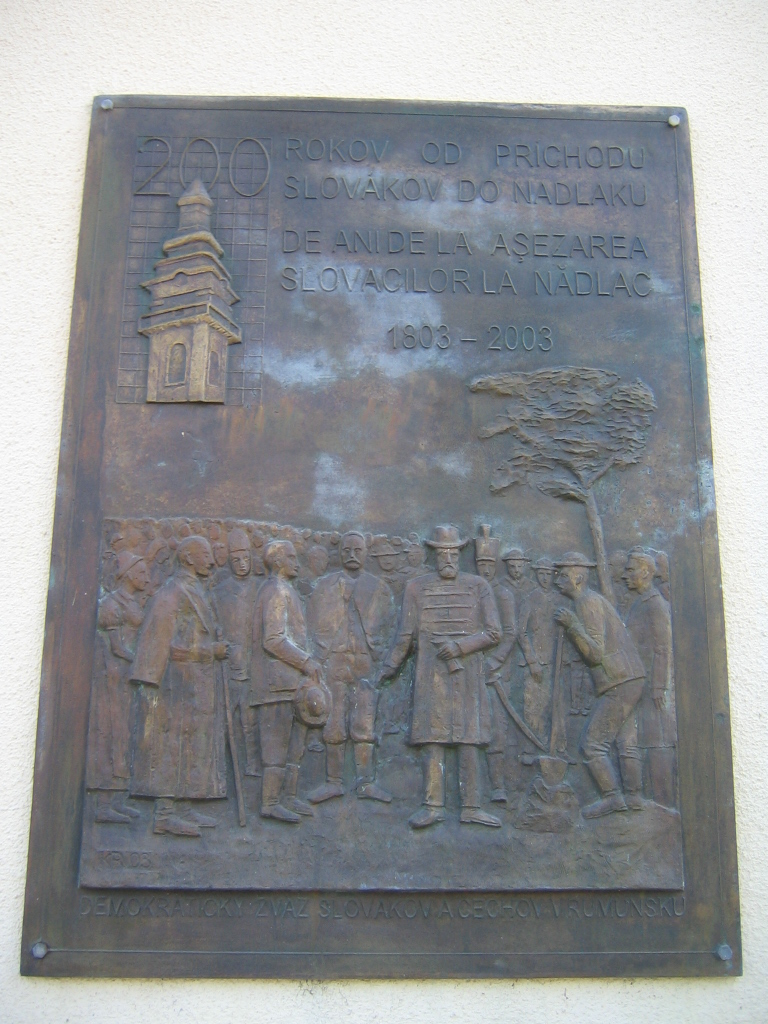
Placă comemorativă cu ocazia împlinirii a 200 de ani de la venirea slovacilor în Nădlac
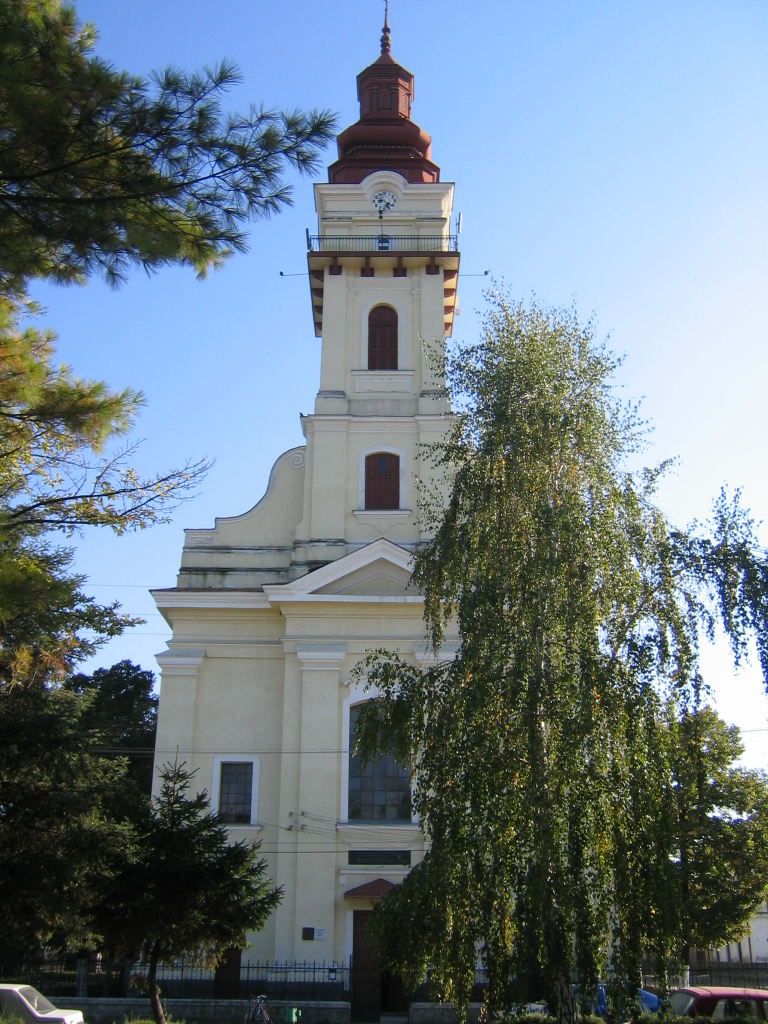
Biserica evanghelică luterană slovacă din Nădlac